# Hôtel de Soissons
L'Hôtel de la Reine, divenuto in seguito Hôtel de Soissons, è stato un hôtel particulier costruito a Parigi, tra il 1574 e il 1584 per volontà di Caterina de' Medici, dall'architetto Jean Bullant. L'Hôtel sostituì una serie di edifici precedenti che esistevano sullo stesso sito. Dopo la morte di Caterina l'albergo fu ampliato e abbellito. L'ultimo proprietario, Vittorio Amedeo I, principe di Carignano, creò negli anni un'importante collezione di opere d'arte. Per far fronte ai numerosi debiti accumulati, fu costretto a venderla nel 1740, insieme alle opere d'arte e ai mobili. L'Hôtel venne demolito nel 1748 e i restanti materiali furono venduti. Sul sito fu costruita una borsa frumentaria, poi sostituita dall'attuale Borsa di commercio parigina. Una colonna dorica - la Colonne Médicis o Colonna dell'Oroscopo, che si pensa sia stata utilizzata per osservazioni astrologiche - è tutto ciò che rimane dell'Hôtel de la Reine.

## Contesto architettonico antecedente
All'inizio del XIII secolo sul sito di proprietà di Jean II di Nesle esisteva un hôtel. Senza eredi Jean di Nesle nel 1232 cedette la proprietà al re Luigi IX di Francia, il quale la donò a sua madre Bianca di Castiglia come residenza privata. In seguito il re Filippo IV di Francia ereditò l'hôtel e lo offrì a suo fratello Carlo di Valois. La proprietà passò poi al figlio di quest'ultimo, il re Filippo VI di Francia, che la diede a Giovanni I di Boemia, conte di Lussemburgo e re di Boemia. Sua figlia Bona ereditò l'hôtel nel 1327 e sposò il futuro re Giovanni II di Francia. Il loro figlio, il re Carlo V di Francia cedette l'edificio nel 1354 ad Amedeo VI di Savoia.
L'hôtel appartenne in seguito a Luigi I d'Angiò e la sua vedova Maria di Blois-Châtillon (o di Bretagna) lo vendette nel 1388 al re Carlo VI di Francia che lo diede a suo fratello, il futuro re Luigi XII. Nel 1498, su richiesta del confessore del re Carlo VIII, venne creato un convento per "ragazze pentite", mentre il resto dell'edificio fu diviso tra il Contestabile di Francia e il Cancelliere del duca d'Orléans.

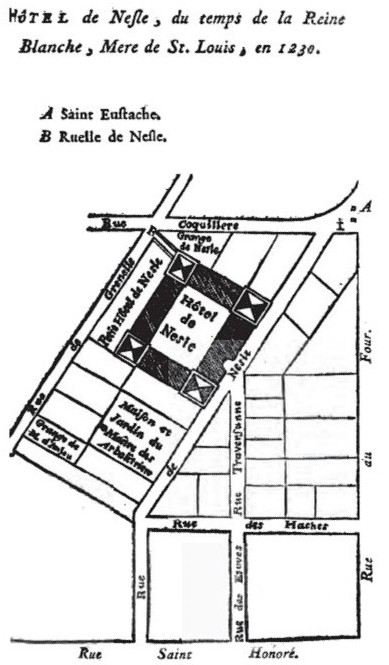
Hôtel de Nesle nel 1230
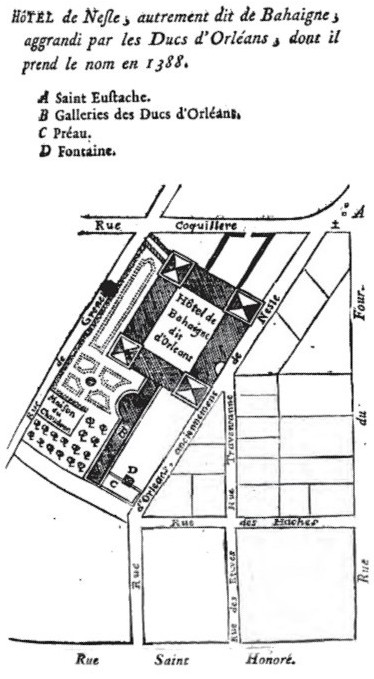
Hôtel de Bahaigne nel 1388
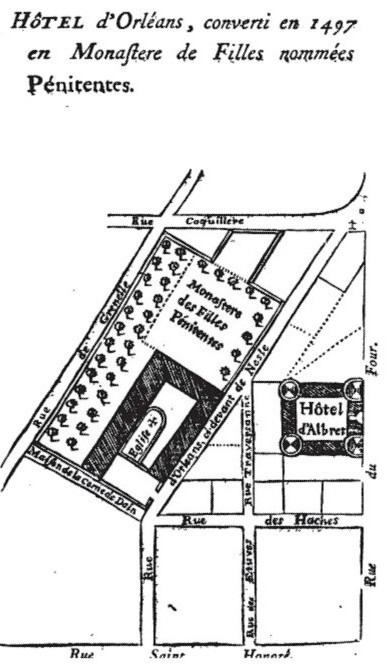
Convento nel 1497
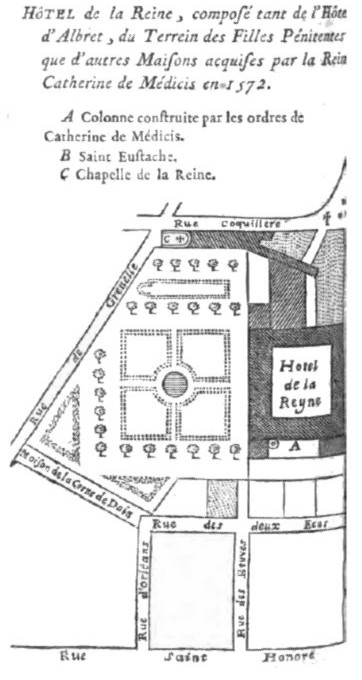
Hôtel de la Reine nel 1572
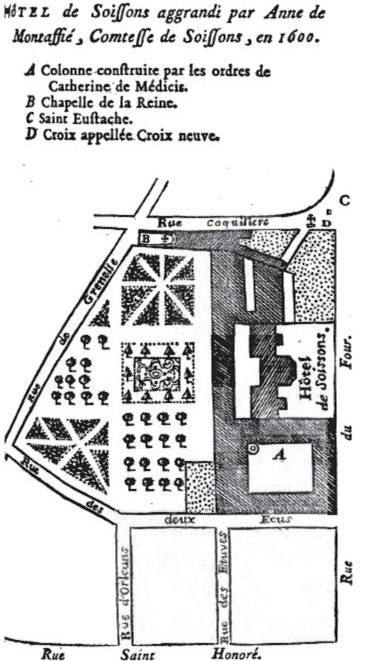
Hôtel de Soissons nel 1600
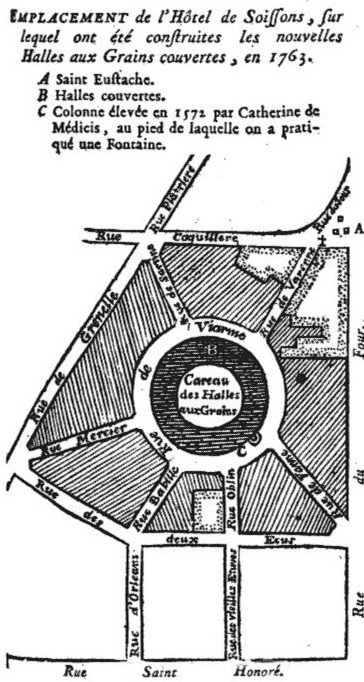
Borsa frumentaria nel 1763

## Hôtel de la Reine

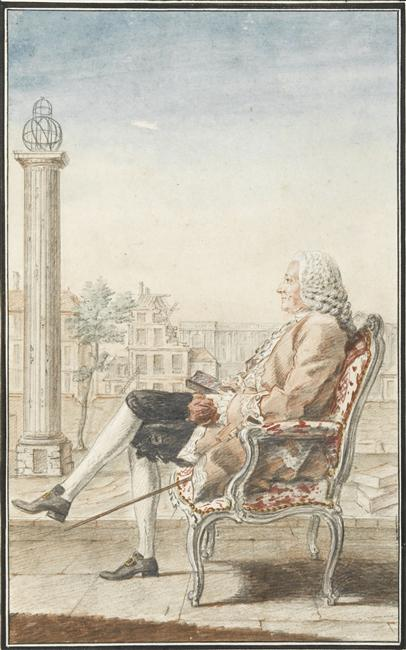
Carmontelle, Louis Petit de Bachaumont veglia sulla colonna medicea durante la distruzione dell'Hôtel de Soissons nel 1748, grafite, sanguigna, acquerello, guazzo, su carta, 1760, Museo Condé, Chantilly.

Nel 1572 Caterina de' Medici, vedova di Enrico II e divenuta reggente di Francia, abbandonò improvvisamente il Palazzo delle Tuileries ancora in costruzione. Acquistò e si trasferì nell'Hôtel d'Albret, alcuni palazzi accanto al convento a est, e iniziò la costruzione di quello che sarebbe stato chiamato in seguito l'Hôtel de la Reine (il palazzo della regina). La scelta di spostarsi così repentinamente potrebbe essere stata dovuta a una previsione astrologica. Si die che il suo astrologo di fiducia Cosimo Ruggeri predisse che Caterina sarebbe morta "vicino a Saint-Germain", ed il Palazzo delle Tuileries era vicino alla chiesa di Saint-Germain-l'Auxerrois. La premonizione si rivelò comunque esatta, nonostante la sua "fuga", e sul suo letto di morte nel castello di Blois, Caterina de' Medici ricevette l'estrema unzione da un sacerdote di nome Julien de Saint-Germain.
Nel 1572, Caterina commissionò all'architetto Jean Bullant la costruzione di un nuovo edificio all'interno delle mura di Parigi. Le nuove realtà imponevano nuove dimensioni, ormai gli appartamenti al Louvre erano divenuti troppo stretti, era necessario spazio per la sua famiglia allargata di domestiche e dame di compagnia. Tra il 1575 e il 1583, ad esempio, il numero delle dame di compagnia di Caterina passò da 68 a 111. Per fare spazio al nuovo schema e ai suoi giardini, fece demolire un'intera area di Parigi. L'area, nella parrocchia di Saint-Eustache, comprendeva l'Hôtel Guillart e l'Hôtel d'Albret. La regina acquistò nel 1572 gli edifici intorno all'Hôtel d'Albret, in seguito ottenne il convento di ragazze penitenti in cambio della proprietà di Saint-Magloire che possedeva in rue Saint-Denis. L'area così acquisita divenne un grande giardino. Una bellissima Venere sdraiata in marmo di Jean Goujon decorava il bacino di una delle fontane dei giardini.
Jean Bullant diresse i lavori dal 1572 fino alla sua morte nel 1578, nel suo complesso l'hôtel particulier fu costruito tra il 1574 e il 1584. Il palazzo era composto da diversi appartamenti, tra cui uno per la regina madre e uno per sua nipote, Cristina di Lorena. Anche il re e la regina, Enrico III e Luisa di Lorena, avevano le loro camere. L'hotel consisteva di gallerie e sale di ricevimento, splendidamente decorate e adornate con le collezioni d'arte di Caterina.
Il progetto originale era basato sul palazzo degli Uffizi di Firenze, Caterina però, dopo il 1576, dovette abbandonare l'idea in favore di un progetto meno costoso. Incisioni realizzate da Israel Silvestre intorno al 1650 e una pianta del 1700 circa, mostrano come l'Hôtel de la Reine possedesse un'ala centrale, un cortile e i giardini. L'ala centrale era costituita da tre grandi padiglioni con alti tetti a falde; al centro, due alte sporgenze decorate da lesene fiancheggiavano un arco. I giardini recintati del palazzo comprendevano una voliera, un lago con un getto d'acqua e lunghi viali alberati. La regina madre fece anche installare un aranceto scomponibile in inverno.

### Colonne Médicis

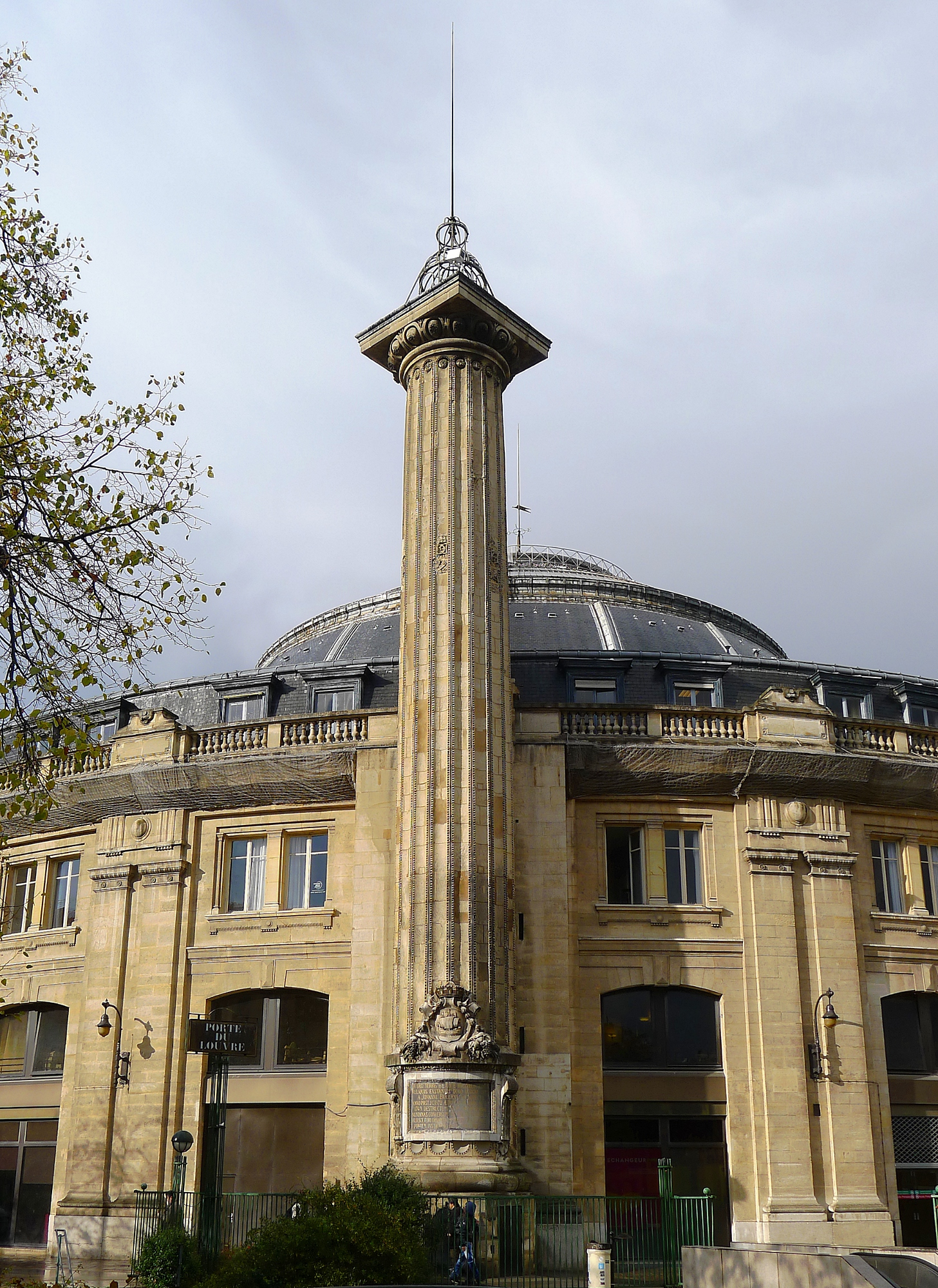
La Colonne Médicis.

Accanto al palazzo fu costruita una colonna dorica con alla sommità piattaforma, la cosiddetta Colonne Médicis (colonna medicea). È possibile che la colonna sia stata utilizzata per le osservazioni dell'astrologo personale della regina, Cosimo Ruggeri di Firenze. La scala interna conduce alla piattaforma che può ospitare tre persone è sormontata da una struttura di ferro e si pensa che un balcone cingesse la sommità. Nota come Colonne de l'Horoscope (colonna dell'oroscopo), si ergeva all'interno del cortile e pare avesse anche un significato commemorativo. Sculture di specchi frantumati, nodi d'amore strappati e le lettere "C" e "H" intrecciate, tutti simboli del dolore di Caterina per la perdita del marito, sono incastonati nelle scanalature. A sinistra della scalinata della colonna si trovava una sala, la sala più grande del complesso. L'ala centrale, così come disegnata da Silvestre dal giardino, si estendeva sul suo lato nord.

## Hôtel de Soissons
Nel 1589, dopo la morte di Caterina de' Medici e l'assassinio di Enrico duca di Guisa, il palazzo fu occupato dalle "principesse della Lega", tra cui Anna d'Este, fu così che acquisì temporaneamente il nome di Hôtel des Princesses. Durante questo periodo fu spogliato di gran parte dei suoi mobili.

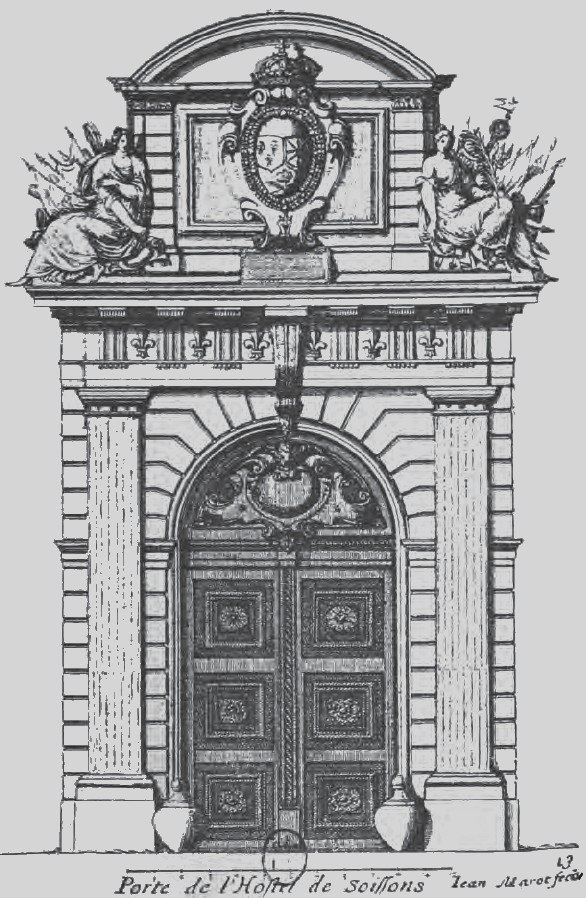
Disegno del portale del 1611 progettato da Salomon de Brosse.

Nel 1601, in seguito ad una serie di controversie sui debiti accumulati da Caterina de' Medici, gli eredi della regina decisero di cedere il palazzo a Caterina di Borbone, sorella di Enrico IV. Numerose migliorie vennero apportate nel tempo, tra le quali un grande portale del 1611 progettato da Salomon de Brosse. Alla morte di Caterina di Borbone l'edificio fu acquistato da Carlo di Borbone-Soissons il quale lo ingrandì ulteriormente, il palazzo assunse così definitivamente il nome di Hôtel de Soissons. Carlo morì nel 1612 e la sua vedova, Anna di Montafià, contessa di Clermont-en-Beauvaisis, continuò ad acquisire numerose proprietà intorno all'hotel fino alla sua morte nel 1644. L'Hôtel de Soissons era allora nella sua forma definitiva e passò alla figlia di Anna, Maria, moglie di Tommaso Francesco di Savoia, principe di Carignano. Il loro figlio Emanuele Filiberto ereditò la proprietà che la passò, a sua volta, al suo successore Vittorio Amedeo I, nel 1718.
Nel 1720 Vittorio Amedeo I istituì la Borsa di Parigi nei giardini del palazzo. Gli edifici sono stati eretti di fronte all'hotel per ospitare speculatori e negoziatori. Nel 1733 si trasferì definitivamente a Parigi, ove venne nominato generale delle armate di Francia. A Parigi condusse una vita dissoluta tanto da venir privato da Luigi XIV del Castello di Condè che passò a Jean-François Leriget de La Faye. Risiedette dunque all'Hôtel de Soissons, creando negli anni un'importante collezione di opere d'arte, vendute poi all'asta sempre a causa dei debiti via via accumulati. Qui organizzò anche una casa di scommesse e giochi d'azzardo dilapidando ben presto il suo ingente patrimonio.
Vittorio Amedeo morì nel 1741 completamente indebitato, al punto che la sua abitazione venne venduta dal figlio per appianare i debiti. L'edificio venne demolito nel 1748 e i materiali furono venduti per pagare i creditori. La colonna medicea, venduta separatamente, fu acquistata da Louis Petit de Bachaumont che la donò alla città di Parigi. La colonna è tutto ciò che rimane dell'Hôtel de la Reine oggi. Può essere visto accanto alla Bourse de commerce. La biografa di Caterina de' Medici, Leonie Frieda, l'ha definita «un toccante ricordo della natura effimera del potere».
Tra il 1763 e il 1767 la città di Parigi costruì sul sito un edificio circolare per lo stoccaggio e la vendita del grano. La Halle aux blés (Camera frumentaria) è stata progettata da Nicolas Le Camus de Mézières con un cortile centrale circolare e una doppia scalinata la cui pianta è stata conservata.